# 短柄毛锦香草
短柄毛锦香草（学名：Phyllagathis melastomatoides var. brevipes）为野牡丹科锦香草属下的一个变种。

## 扩展阅读
- 維基物種上的相關：短柄毛锦香草